# Mitos del Antiguo Egipto sobre la creación

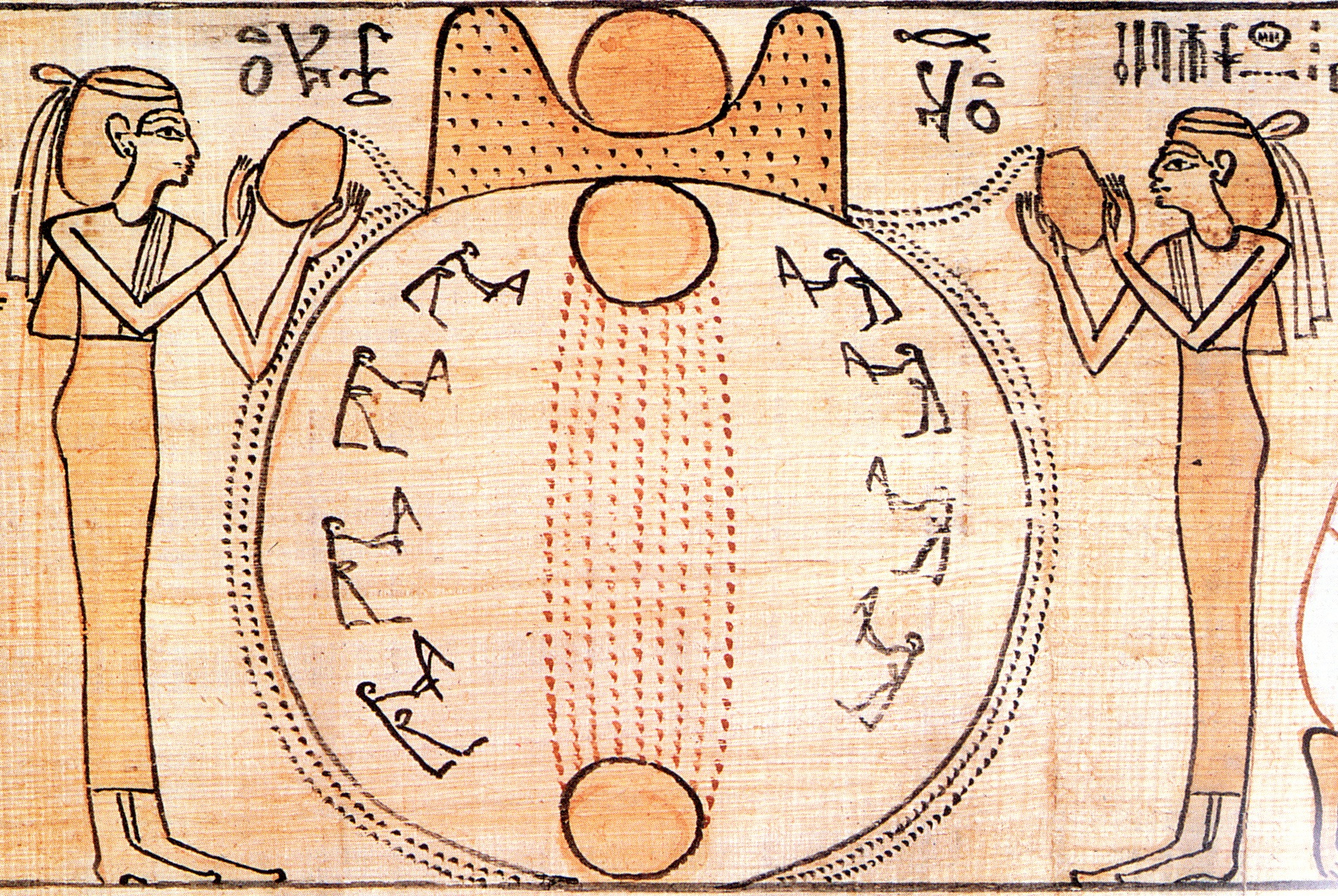
El sol se levanta sobre el montículo circular de la creación mientras unas diosas vierten el agua primordial en derredor.

Los mitos del Antiguo Egipto sobre la creación o mitos cosmogónicos egipcios son los antiguos relatos de aquel país sobre la formación del mundo. La mayor parte de la información sobre tales mitos nos la han proporcionado los Textos de las pirámides, las decoraciones murales e inscripciones funerarias cuya datación se remonta al Imperio Antiguo (2686-2181 a. C.). Tales mitos también constituyen las recopilaciones religiosas más antiguas del mundo. Los antiguos egipcios tenían muchos dioses creadores y leyendas asociadas con cada uno de ellos, por lo cual en diferentes partes del país había diferentes creencias sobre cómo se había creado el mundo, o más específicamente Egipto.
En todos estos mitos se decía que el mundo había surgido de un mar infinito y sin vida cuando el sol se levantó por primera vez, en un tiempo lejano conocido como zp tpj (a veces transcrito Zep Tepi), "la primera vez". Diferentes mitos atribuían la creación a diferentes dioses: el conjunto de ocho deidades primordiales llamado Ogdóada, el dios autoengendrado Atum y su descendencia, la deidad contemplativa Ptah, y el misterioso y trascendente dios Amón. Aunque hasta cierto punto estas diferentes cosmogonías competían entre sí, también resultaban complementarias como diferentes aspectos de la comprensión egipcia de la creación.

## Elementos comunes

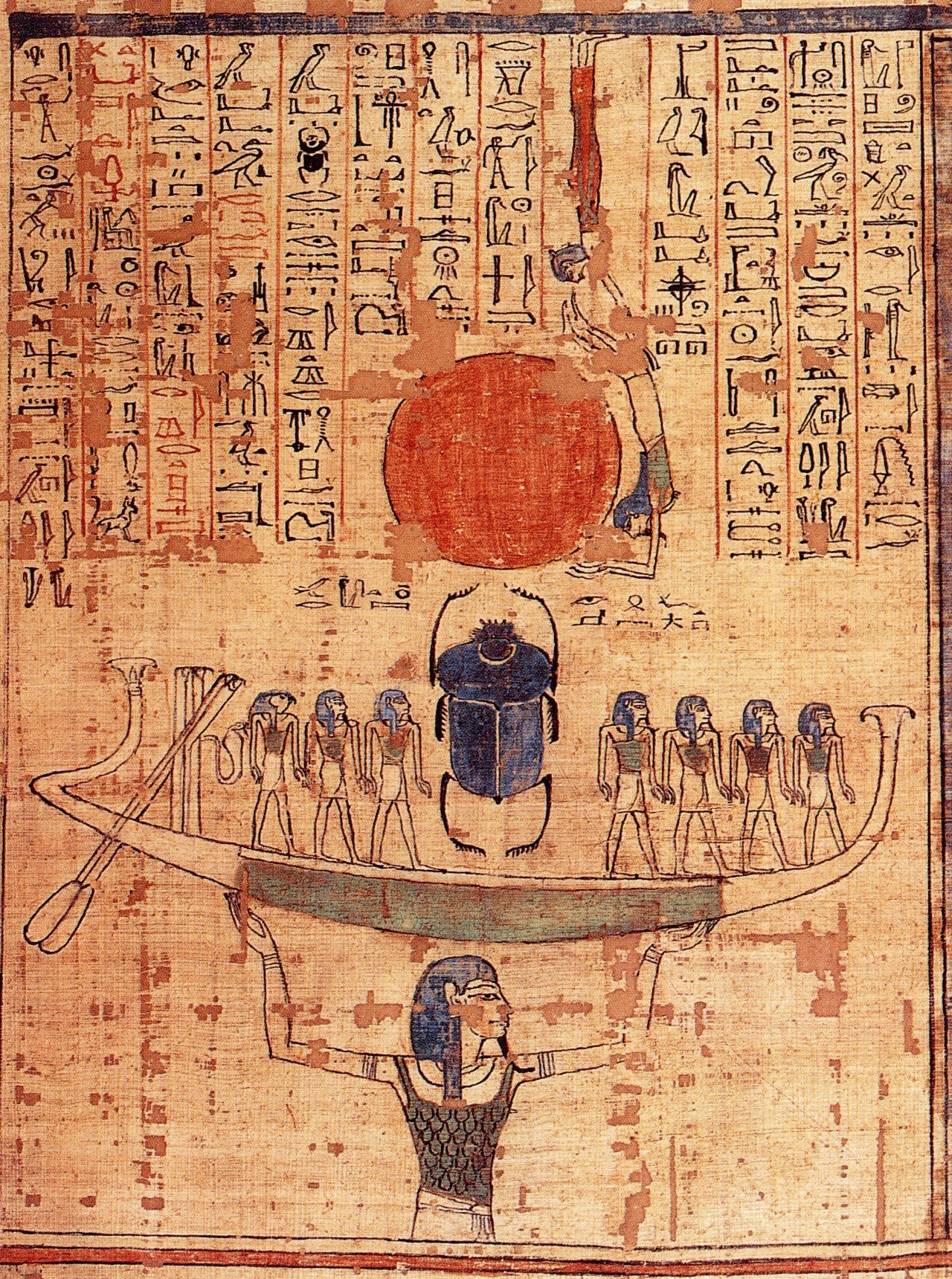
Nun, dios de las aguas del caos, levanta la barca del dios del sol Ra (representado tanto por el escarabajo como por el disco solar) hacia el cielo al comienzo de los tiempos

Estos mitos diversos tienen algunos elementos en común. Todos dicen que el mundo surgió de las inertes aguas del caos, o Nun, e incluyen un montículo en forma de pirámide llamado benben, que fue la primera cosa que surgió de las aguas. Tales elementos probablemente se inspiraran en la inundación anual del Nilo; al retirarse las aguas dejaban un suelo fertilizado y los egipcios quizás equipararan esto con la aparición de la vida a partir del caos primigenio. La imagen del montículo piramidal se originó en los grandes montículos de tierra que emergían al retroceder el río.
El sol también estaba estrechamente asociado con la creación, y se decía que había salido por primera vez del montículo como el dios sol general Ra o como el dios Khepri, que representaba al sol recién nacido. Había muchas versiones sobre la aparición del sol, y se decía que, en forma de garza, halcón, escarabajo o niño, había emergido directamente del montículo o bien de una flor de loto que había crecido en este.
Otro elemento común de las cosmogonías egipcias es la conocida figura del huevo cósmico, un sustituto de las aguas o del montículo primigenios. Una variante de la versión del huevo cósmico dice que el dios sol, como poder primordial, emergió del motículo primordial, que yacía a su vez en el caos del mar primordial.

## Cosmogonías

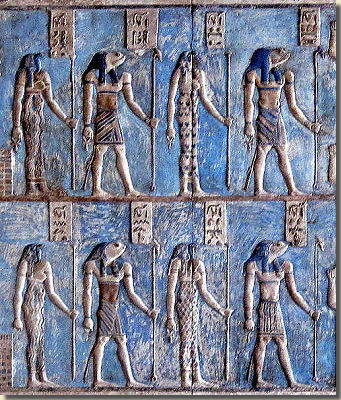
Relieve del templo de Hathor.

Los diferentes relatos sobre la creación se asociaban cada uno con el culto de un dios particular de una de las principales ciudades de Egipto: Hermópolis, Heliópolis, Menfis y Tebas. hasta cierto punto estos mitos representan teologías que rivalizan, pero también representan aspectos diferentes del proceso de creación.

### Hermópolis
El mito de la creación promulgado en la ciudad de Hermópolis se centraba en la naturaleza del universo antes de la creación del mundo. Las cualidades inherentes de las aguas primordiales estaban representadas por un conjunto de ocho dioses: la Ogdóada. El dios Nun y su contraparte femenina Naunet representaban el agua inerte primordial; Huh y su contraparte Hauhet representaban la extensión infinita del agua; Kuk y Kauket personificaban la oscuridad presente dentro de aquella; y Amón (o Amun) y Amaunet representaban su naturaleza oculta e incognoscible, en contraste con el mundo tangible de los vivos. Las propias aguas primigenias eran parte del proceso de creación, por tanto los dioses que las representaban podrían considerarse dioses creadores. Según el mito, los ocho dioses originalmente se dividían en un grupo de varones y uno de mujeres. Se los describía simbólicamente como criaturas acuáticas: a los varones se los representaba como ranas y a las mujeres como culebras. Ambos grupos, finalmente, convergieron y produjeron una gran convulsión de la que surgió el montículo primordial. De este salió el sol, que se elevó al cielo para iluminar el mundo.

### Heliópolis
En Heliópolis, la creación se atribuía a Atum, deidad estrechamente relacionada con Ra, del que se decía que había existido en las aguas de Nun como un ser potencial inerte. Atum era un dios autoengendrado, fuente de todos los elementos y fuerzas del mundo, y el mito heliopolitano describía el proceso diciendo que Atum había "evolucionado" de la unicidad de un ser a la multiplicidad de los elementos. El proceso empezó cuando Atum apareció en el montículo y generó al dios del aire Shu y a su hermana Tefnut, cuya existencia representaba la aparición de un espacio vacío entre las aguas. Para explicar cómo hizo eso Atum, el mito utiliza la metáfora de la masturbación, en la que la mano usada para ese acto representa el principio femenino inherente en Atum. También se dice que el dios "estornudó" y que "desovó" para producir a Shu y Tefnut respectivamente, metáfora que surgió del juego de palabras a partir del nombre de cada uno de estos. Luego, Shu y Tefnut copularon y produjeron al dios de la tierra Geb y a la diosa del cielo Nut, que definieron los límites del mundo. Geb y Nut a su vez tuvieron cuatro hijos que representaban las fuerzas vitales: Osiris, dios de la fertilidad y la regeneración; Isis, diosa de la maternidad; Set, dios del caos; y Neftis, entidad femenina que complementaba a Set. De este modo el mito representaba el proceso por el que se hizo posible la vida. Los nueve dioses se agrupaban teológicamente como la Enéada, pero los ocho dioses menores u Ogdóada y todas las otras cosas del mundo, en última instancia eran vistas como extensiones de Atum.

### Menfis
La versión menfita de la creación se centra en Ptah, el dios patrono de los artesanos. Como tal, representaba la habilidad del artesano para imaginar un producto terminado y moldear la materia prima para crearlo. De modo similar había creado el mundo Ptah, que sostenía la teología menfita. Esta creación, a diferencia de las otras creaciones egipcias, no era una creación física, sino una intelectual realizada por la Palabra y la Mente de Dios. Las ideas se desarrollaron en el corazón de Ptah (los egipcios consideraban al corazón el asiento del pensamiento) y cobraron forma cuando su lengua las nombró. Diciendo sus nombres, Ptah generó a los dioses y a todas las demás cosas.
El mito de la creación menfita coexistía con el de Heliópolis, y se creía que el pensamiento y la enunciación creativos de Ptah habían causado la formación de Atum y la Enéada. A Ptah también se lo asociaba con Tatenen, el dios que personificaba al montículo piramidal.

### Tebas
La teología tebana afirmaba que Amón no era simplemente un miembro de la Ogdóada, sino la fuerza oculta detrás de todas las cosas. Hay una fusión de todas las nociones de la creación en la personalidad de Amón, una síntesis que enfatiza cómo Amón trasciende todas las otras deidades en su ser que "[está] más allá del cielo y [es] más profundo que el inframundo". Un mito tebano comparaba el acto de creación de Amón con el llamado de un ganso que rompió la quietud de las aguas primitivas y causó la formación de la Ogdóada y de la Enéada. Amón estaba separado del mundo, su verdadera naturaleza estaba oculta incluso para los otros dioses. Al mismo tiempo, empero, como él era la fuente última de la creación, todos los dioses, incluidos los otros creadores, eran de hecho sólo aspectos de Amón. Gracias a esta creencia Amón finalmente se convirtió en el dios supremo del panteón egipcio.
Amón es sinónimo del crecimiento de Tebas como gran capital religiosa. Son sus salas columnadas, sus obeliscos, sus estatuas colosales, sus relieves murales y sus jeroglíficos en los templos lo que miramos para obtener la verdadera impresión de la superioridad de Amón. Tebas fue ideada como el lugar donde se localiza el surgimiento del montículo primordial del principio de los tiempos.